# Eyalet di Morea
L'eyalet di Morea (in turco Eyalet-i Mora) fu un eyalet dell'Impero ottomano, nell'area del Peloponneso.

## Storia
Gli ottomani riuscirono a conquistare il Peloponneso tra il 1458 ed il 1460, acquisendo ciò che rimaneva dell'Impero bizantino, con l'eccezione delle fortezze veneziane nell'area, che vennero prese gradualmente nei decenni successivi. La penisola del Peloponneso divenne un sanjak dell'eyalet di Rumelia, con Corinto (in turco: Gördes) come sua capitale. I veneziani occuparono l'intera penisola durante la guerra di Morea (1684–1699), fondando il "Regno di Morea" come propria reggenza. Il dominio dei veneziani nell'area perdurò sino al 1715 quando la gli ottomani ripresero il controllo della regione.
Al loro reinsediamento, gli ottomani rifondarono l'eyalet di Morea che includeva parti della Grecia propriamente detta come Nafpaktos e Preveza. Corinto, poi Nafplion (Anaboli) e successivamente Tripolitza (Trabliçe) furono le capitali provinciali. Per tutto il XVIII secolo, l'autorità ottomana rimase relativamente solida e venne contrastata solo da alcune ribellioni nella Penisola semi-autonoma di Mani, nella parte meridionale del Peloponneso, per attività di bande locali. La rivolta Orlov del 1770, istigata dai russi, riuscì a mettere temporaneamente in crisi il governo ottomano che però ben presto riprese il controllo dell'area schiacciando violentemente le insurrezioni.
Con la guerra d'indipendenza greca l'area dell'eyalet di Morea passò alla Prima Repubblica ellenica.

## Geografia antropica

### Suddivisioni amministrative
I sanjaks dell'Eyalet di Morea nel XIX secolo erano:
1. sanjak di Tripolitza
2. sanjak di Mistra
3. sanjak di Gördes
4. sanjak di Balyabarda